# 5 Jahre Leben
5 Jahre Leben ist eine Verfilmung der Autobiografie Fünf Jahre meines Lebens von Murat Kurnaz aus dem Jahr 2013. Der Spielfilm von Stefan Schaller erzählt die Geschichte Murat Kurnaz’, der unschuldig im Gefangenenlager Guantanamo saß und dem unterstellt wurde, ein islamistischer Terrorist zu sein.
Der Film wurde am 23. Januar 2013 beim Max-Ophüls-Festival uraufgeführt und lief ab 23. Mai 2013 im Kino. Er ist am 29. November 2013 auf DVD erschienen.

## Handlung
Der Deutschtürke Murat Kurnaz wird seit Januar 2002 als Häftling ohne Anklage im Internierungslager auf der Guantanamo Bay Naval Base auf Kuba festgehalten. Gail Holford verhört Kurnaz, um herauszubekommen, warum dieser zum islamistischen Terroristen wurde, wie ihm unterstellt wird. Kurnaz ist nicht darüber informiert, was ihm zur Last gelegt wird.
Gegen ihn wird psychische und physische Gewalt eingesetzt, wobei Holford beide Rollen des Good Cop, Bad Cop übernimmt.
Holford, der unter Heimweh und Sehnsucht nach seiner Familie in den Vereinigten Staaten leidet, steht unter Druck seiner Vorgesetzten, die von ihm ein Geständnis Kurnaz‘ erwarten. Um Kurnaz weichzuklopfen, gibt er vor, dieser dürfe das Lager verlassen. Kurnaz wird zu einem Hubschrauberlandeplatz gebracht. Er besteigt den Hubschrauber, wird aber wieder herausgezogen und zusammengeschlagen. Am folgenden Tag erhält er einen Brief seiner Mutter, bei dem der gesamte Text unleserlich gemacht wurde.
Kurnaz verbringt ein Jahr lang in Isolationshaft. Dennoch legt er kein Geständnis ab.
Schließlich begreift er, dass ihm kein Glauben geschenkt werden wird und beginnt, gegen das System im Lager zu kämpfen.
Die Filmhandlung endet 2004; Kurnaz hat bis zu seiner Freilassung noch zwei Jahre Haft vor sich.

## Hintergrund
Fünf Jahre Leben ist der erste Langfilm von Stefan Schaller, der im selben Jahr wie Murat Kurnaz geboren wurde und sich von den Berichten über Kurnaz’ Schicksal betroffen fühlte. Der Film war seine Diplomarbeit an der Filmakademie Baden-Württemberg. Schaller hatte den Fall des inhaftierten Deutschtürken bereits vor Beginn seines Studiums im Jahr 2005 in den Medien verfolgt und traf dessen Anwalt Bernhard Docke.
Produziert wurde der Film 2012 von teamWorx. Federführend war der Hessische Rundfunk; der Film war eine Zusammenarbeit mit dem Saarländischen Rundfunk, Arte, SWR Fernsehen, Bayerischem Rundfunk und Radio Bremen.
Gedreht wurde der Film in Brandenburg und in den Studios Babelsberg. Bei den Dreharbeiten setzte Schaller ehemalige Soldaten, darunter auch US-amerikanische, als Komparsen ein.
Murat Kurnaz nahm an der Kinopremiere des Films am 23. Mai 2013 in Berlin teil.

## Kritiken
Hauke Friedrichs urteilte für Zeit online: „Der Regisseur hat in seinem Debüt einen beeindruckenden Film vorgelegt und ist nicht in die Fallen getappt, die das Thema birgt. Er konzentriert sich auf die Konfrontation des Gefangenen mit dem amerikanischen Verhörspezialisten Gail Holford (Ben Miles).“
Martina Knoben schrieb bei Süddeutsche.de: „Wenn Stefan Schaller die Leidensgeschichte des prominenten Ex-Häftlings Murat Kurnaz ins Kino bringt, um mit den Mitteln des Spielfilms auf das Unrecht dieses Lagers hinzuweisen, dann ist das an sich schon eine gute Sache. Selbst dann, wenn der Film nicht durchweg gelungen ist, oder wenn er am Ende zu harmlos sein sollte – das jedenfalls hat der echte Murat Kurnaz dem Film attestiert.“
In der Frankfurter Rundschau online stellte Anke Westphal über Stefan Schaller fest: „Es braucht mehr Regisseure wie ihn, die unbequeme Themen meisterlich fürs deutsche Kino reklamieren.“
Bei Welt.de meinte Hanns-Georg Rodek: „Wir wollen doch mal sehen, ob sich das Gremium, das im Sommer den deutschen Film für das Oscar-Rennen bestimmt, trauen wird, den amerikanischen Juroren diese Provokation vorzusetzen. Und damit mehr Mut hätte als die Berlinale, die Frank-Walter Steinmeier solch eine Zumutung ersparen wollte.“
Für die Online-Ausgabe der Stuttgarter Zeitung schrieb Thomas Klingenmaier: „Stefan Schaller […] gibt […] erstaunlich souverän die Zügel scheinbar aus der Hand. So eindringlich vermittelt er die Beengung, die Schikane, die Reizberaubung in Guantánamo, dass die Regieleistung beinahe aus dem Blick gerät. Die Kamera scheint eine in den innersten Sperrkreis vorgedrungene, unsichtbare Zeugin des Realen zu sein.“
Walli Müller urteilte bei NDR Info online: „Auch wenn der Film dem Publikum Waterboarding und Elektroschocks erspart, ist er verstörend! Vor allem, weil das alles so unbegreiflich ist: Solche Zustände vermutet man in den dunklen Folterkellern einer Militärdiktatur, aber doch nicht im Namen der USA!“
Auf der Website der Deutschen Welle stellte Jochen Kürten fest: „Schaller konzentriert sich in seinem Film […] fast ausschließlich auf zwei Personen: Murat Kurnaz und Gail Holford […]. Diese fast kammerspielartige Vorgehensweise verleiht dem Film eine ungeheure Dichte. Dabei verzichtet Schaller nicht auf dramaturgisch zugespitzte Szenen. Er tut das aber nicht um des Spektakels willen.“
In der Badischen Zeitung schrieb Martin Schwickert: „Die Stärke des Films ist, dass er seine Hauptfigur nicht als Opfer stigmatisiert.“
Bei Filmstarts.de schrieb Gregor Torinus: „Neben der beklemmend realistischen Darstellung des Systems Guantanamo, wird die Frage aufgeworfen, was eigentlich noch verteidigt werden soll, wenn eine Demokratie zur Jagd auf Terroristen bedenkenlos die eigene Verfassung bricht und die Menschenrechte einfach außer Kraft setzt.“

## Auszeichnungen
- „Interfilm-Preis“ und „Preis der Jugendjury“ beim Filmfestival Max Ophüls Preis 2013[7]